# Procellariiformes
Procellariiformes este un ordin taxonomic care cuprinde păsările marine, furtunari (procellaridae), albatroși (diomdeidae), petreli (pelicanoide) și rândunelele de furtună (hidrobatidae). Caracteristic păsărilor din acest ordin sunt aripile lungi și înguste, coada relativ scurtă fiind păsări care trăiesc în diferite zone climatice în largul mărilor și oceanelor.

## Caractere generale
Păsările din acest ordin au ciocul lung și îngust, care are un organ tubular prin care pasărea poate elimina când bea, sarea din apa marină, și prin aceste orificii când sunt atacate, pot proiecta la câțiva metri distanță un lichid uleios. Gâtul și coada sunt scurte, degetele sunt unite printr-o membrană interdigitală care le servește la înot. Au aripile lungi și înguste ce le permite să rămână mult timp în aer chiar și pe timp de furtună.

## Taxonomie și sistematică
Ordinul a fost numit Procellariiformes de către anatomistul german Max Fürbringer în 1888. Cuvântul provine din latinescul procella, care înseamnă vânt violent sau furtună, și -iformes pentru ordin. Până la începutul secolului al XX-lea, familia Hydrobatidae a fost numită Procellariidae, iar familia numită acum Procellariidae a fost redată "Puffinidae". Ordinul în sine a fost numit Tubinares. O lucrare timpurie majoră asupra acestui grup este Monografia petrelilor a lui Frederick DuCane Godman, cinci fascicule, 1907–1910, cu desene de John Gerrard Keulemans.
Petrelii scufundători din genul Pelecanoides au fost anterior plasați în propria lor familie Pelecanoididae.  Atunci când studiile genetice au constatat că aceștia erau încorporați în familia Procellariidae, cele două familii au fost unite.
Toate rândunelele de furtună au fost odată plasate în familia Hydrobatidae, dar datele genetice au indicat că Hydrobatidae constă din două clade profund divergente care nu sunt taxoni frați. In 2018 the austral storm petrels were moved to the new family Oceanitidae. În 2018, rândunelele de furtună sudice au fost mutate în noua familie Oceanitidae. Rândunelele de furtună nordice din familia Hydrobatidae sunt mai apropiate de familia Procellariidae decât de rândunelele de furtună sudice din familia Oceanitidae.
Studiile filogenetice moleculare anterioare au constatat că familia Oceantidae, care conține rândunelele de furtună sudice, este cea mai bazală, cu topologii de ramificare diferite pentru alte trei familii. Studii mai recente pe scară largă au găsit un model consecvent cu familia albatrosului Diomedeidae ca fiind cea mai bazală și Hydrobatidae taxon-soră cu Procellariidae.
Există 147 de specii vii de procellariiforme în întreaga lume, iar ordinul este împărțit în patru familii existente, cu o a cincea dispărută în perioada preistorică:
- Familia Diomedeidae (albatroșii) sunt păsări marine foarte mari, cu un cioc mare și puternic, în formă de cârlig. Au picioare puternice, care le permit să meargă bine pe uscat.[14]
- Familia Oceanitidae (rândunele de furtună sudice) sunt printre cele mai mici păsări de mare, cu zbor fâlfâietor și picioare lungi, dar slabe. Majoritatea au partea superioară închisă la culoare și partea inferioară albă.[15]
- Familia Hydrobatidae (rândunele de furtună nordice) sunt asemănătoare cu rândunele de furtună sudice, dar au aripi mai lungi și mai ascuțite, iar majoritatea speciilor au coada bifurcată.[15]
- Familia Procellariidae este un grup variat de păsări marine de dimensiuni mici sau medii, cele mai mari fiind petrelii uriași. Acestea sunt grele pentru mărimea lor, cu o încărcătură ridicată a aripilor, astfel încât trebuie să zboare repede. Majoritatea, cu excepția petrelilor uriași, au picioare slabe și sunt aproape neajutorate pe uscat.[16]
- Familia †Diomedeoididae (Oligocen timpuriu – Miocen timpuriu) este un grup dispărut care avea ciocuri înguste și picioare cu falange late și plate, în special la al patrulea deget.[17]

Fosile ale unei păsări asemănătoare unui petrel din Eocen au fost găsite în argila londoneză și în Louisiana. Petrelii scufundători au apărut în Miocen, o specie din această familie (Pelecanoides miokuaka) fiind descrisă în 2007. Cele mai numeroase fosile din Paleogen sunt cele din familia dispărută Diomedeoididae, ale cărei fosile au fost găsite în Europa Centrală și Iran.
|  | Oceanitidae – rândunelele de furtună sudice (10 specii)                                                                                          |
|  | |
|  | \| \| Hydrobatidae – rândunelele de furtună nordice (18 specii) \| \| \| \| \| \| Procellariidae – petreli și furtunari (100 specii) \| \| \| \| |
|  | |
|  | Hydrobatidae – rândunelele de furtună nordice (18 specii)                                                                                        |
|  | |
|  | Procellariidae – petreli și furtunari (100 specii)                                                                                               |
|  | |

|  | Hydrobatidae – rândunelele de furtună nordice (18 specii) |
|  |                                                           |
|  | Procellariidae – petreli și furtunari (100 specii)        |
|  |                                                           |

|  | Oceanitidae – rândunelele de furtună sudice (10 specii)                                                                                          |
|  | |
|  | \| \| Hydrobatidae – rândunelele de furtună nordice (18 specii) \| \| \| \| \| \| Procellariidae – petreli și furtunari (100 specii) \| \| \| \| |
|  | |
|  | Hydrobatidae – rândunelele de furtună nordice (18 specii)                                                                                        |
|  | |
|  | Procellariidae – petreli și furtunari (100 specii)                                                                                               |
|  | |

|  | Hydrobatidae – rândunelele de furtună nordice (18 specii) |
|  |                                                           |
|  | Procellariidae – petreli și furtunari (100 specii)        |
|  |                                                           |

|  | Oceanitidae – rândunelele de furtună sudice (10 specii)                                                                                          |
|  | |
|  | \| \| Hydrobatidae – rândunelele de furtună nordice (18 specii) \| \| \| \| \| \| Procellariidae – petreli și furtunari (100 specii) \| \| \| \| |
|  | |
|  | Hydrobatidae – rândunelele de furtună nordice (18 specii)                                                                                        |
|  | |
|  | Procellariidae – petreli și furtunari (100 specii)                                                                                               |
|  | |

|  | Hydrobatidae – rândunelele de furtună nordice (18 specii) |
|  |                                                           |
|  | Procellariidae – petreli și furtunari (100 specii)        |
|  |                                                           |

|  | Oceanitidae – rândunelele de furtună sudice (10 specii)                                                                                          |
|  | |
|  | \| \| Hydrobatidae – rândunelele de furtună nordice (18 specii) \| \| \| \| \| \| Procellariidae – petreli și furtunari (100 specii) \| \| \| \| |
|  | |
|  | Hydrobatidae – rândunelele de furtună nordice (18 specii)                                                                                        |
|  | |
|  | Procellariidae – petreli și furtunari (100 specii)                                                                                               |
|  | |

|  | Hydrobatidae – rândunelele de furtună nordice (18 specii) |
|  |                                                           |
|  | Procellariidae – petreli și furtunari (100 specii)        |
|  |                                                           |